# Igersheim
Igersheim är en kommun och ort i Main-Tauber-Kreis i regionen Heilbronn-Franken i Regierungsbezirk Stuttgart i förbundslandet Baden-Württemberg i Tyskland.
Kommunen ingår i kommunalförbundet Bad Mergentheim tillsammans med staden Bad Mergentheim och kommunen Assamstadt.